# Свети Йоан Предтеча (Мариес)
„Рождество на Свети Йоан Предтеча“ (на гръцки: Ιερός Ναός Γέννηση Τιμίου Προδρόμου Μαριών) е възрожденска православна църква край село Мариес на остров Тасос, Егейска Македония, Гърция, част от Филипийската, Неаполска и Тасоска епархия на Вселенската патриаршия.

## История
Църквата е разположена на около 2 km югозападно от Мариес по пътя към Скала Марион. Построена е на склон от север на пътя. Вляво от входа има надпис, от който се чете само „ΕΤΟΣ 1831 ΟΚΤΩΒΡ 13“. Храмът може би е по-стар като се вземат предвид раннохристиянските елементи от светата трапеза.

## Архитектура
В архитектурно отношение е еднокорабен храм без трем с дървен покрив и външни размери 9,27 m х 6,37 m. Входът с две стъпала води в наоса. Църквата е осветена от два южни прозореца, от които единият е в светилището. Подът е настлан с плочи. Покривът е на четири води с подредени в кръгове плочи.

## Вътрешност
Иконостасът е висок и дъсчен. Иконите на него са „Архангел Михаил“, „Секновение“, „Света Богородица“, „Христос Вседържител“, „Свети Йоан Предтеча“, „Рождество на Свети Йоан Предтеча“. Светилището е с една стъпка по-високо. Апсидата е полукръгла, каквато форма имат и другите ниши. Основата на олтара е вероятно от раннохристиянска църква и има йонийски капител.